# الشقة (فلم)
الشقة (بالإنجليزية: The Apartment) هو فيلم كوميدي تم إنتاجه في الولايات المتحدة وصدر في سنة 1960. الفيلم من إخراج بيلي وايلدر.

## طاقم التمثيل
- شيرلي ماكلين

## القصة
تدور أحداث القصة بنيويورك عن موظف أعزب يدعى باكستر (جاك ليمون) يعمل في إحدى كبرى شركات التأمين في أمريكا، يقوم رؤساءه وكبار الموظفين بالعمل باستغلاله وذلك بمواعدة عشيقاتهم ورفيقاتهم في شقته المتواضعه إلى ان تصل الاوضاع بأخذ حجوزات مسبقه لأيام المواعدة في شقه ذلك الموظف المغلوب باكستر وذلك بمقابل أخذ توصيات منهم من اجل الحصول على الترقية.
تعمل بنفس الشركة عاملة المصعد الانسه كيوبلك (شيرلي ماكلاين) تتوطد علاقتها أكثر مع باسكتر في إحدى الايام والذي سرعان ماحس باكستر بانجذاب نحوها، إلى ان يتكشف له بانها على علاقه مع مدير عام الشركة والذي هو ايضاُ أصبح أحد رواد شقة باكستر

### ترشيحات وجوائز
| السنة | الحدث  | الفئة     | النتيجة |
| ----- | ------ | --------- | ------- |
| 1960  | أوسكار | أفضل فيلم | فوز     |

## الميزانية والإيرادات
بلغت تكلفة إنتاج الفيلم حوالي 3 ملايين دولار بينما حقق أرباحا تقدر بـ 24,600,000 دولار.

## وصلات خارجية
- مقالات تستعمل روابط فنية بلا صلة مع ويكي بيانات

1. ↑  "معلومات عن الشقة (فيلم) على موقع tvguide.com". tvguide.com. مؤرشف من الأصل في 2019-12-11.
2. ↑  "معلومات عن الشقة (فيلم) على موقع scope.dk". scope.dk. مؤرشف من الأصل في 2007-07-22.
3. ↑  "معلومات عن الشقة (فيلم) على موقع elfilm.com". elfilm.com. مؤرشف من الأصل في 2017-07-16.